# Incidente del 15 marzo
Con incidente del 15 marzo (三・一五事件?, San ichi-go jiken) si intende l'ondata di arresti intrapresa nel 1928 dalle autorità dell'Impero giapponese contro i simpatizzanti socialisti e comunisti locali. Tra coloro che vennero arrestati nel corso dell'"incidente" vi fu anche l'economista marxista Kawakami Hajime.

## Storia
Sebbene il Partito Comunista del Giappone fosse stato messo fuori legge e costretto alla clandestinità subito dopo la sua fondazione nel 1922, continuò a raccogliere forza e membri nel clima sociale ed economico instabile degli anni '20 del periodo Taishō. Durante le elezioni generali del febbraio 1928, che furono le prime tenutesi in Giappone dall'approvazione del suffragio universale maschile, il Partito Comunista Giapponese fu molto visibile nel suo sostegno ai partiti politici socialisti e laburisti legali. Allarmato dai progressi ottenuti da quei partiti nella Dieta del Giappone, il governo conservatore del primo ministro Giichi Tanaka, che aveva mantenuto la maggioranza per un solo seggio, evocò le disposizioni della Legge di preservazione della pace del 1925 e ordinò l'arresto di massa di noti comunisti e sospetti simpatizzanti comunisti. Gli arresti avvennero in tutto il Giappone e venne arrestato un totale di 1652 persone.

## Conseguenze
Circa 500 degli arrestati vennero infine perseguiti in una serie di processi pubblici tenuti dalla Corte distrettuale di Tokyo a partire dal 15 giugno 1932, con sentenza il 2 luglio 1932. I processi pubblici vennero organizzati con cura per pubblicizzare il funzionamento interno del segreto Partito Comunista del Giappone. Con i suoi collegamenti con il movimento operaio ed altri partiti politici di sinistra rivelati, il governo fu in grado di ordinare lo scioglimento del Rōdō Nōmintō (Partito Laburista-Contadino), della Zen Nihon Musan Seinen Dōmei (Lega giovanile proletaria pangiapponese) e del Nihon Rōdō Kumiai Hyōgikai (Consiglio dei sindacati giapponesi). Gli imputati nei processi vennero tutti giudicati colpevoli e condannati a rigide pene detentive, ma coloro che rinnegarono la loro ideologia comunista vennero poi graziati o condannati a pene molto ridotte. Quello fu l'inizio della politica del tenkō progettata per reintegrare gli ex membri di sinistra nella società tradizionale. Forse ancora più importante, come conseguenza dei processi, il primo ministro Tanaka fu in grado di approvare una legislazione per aggiungere la disposizione per la pena di morte alle leggi già draconiane sulla conservazione della pace.